# В інтересах держави
«В інтересах держави» (фр. «La raison d'état») — французько-італійська кінодрама режисера Андре Каятта з Монікою Вітті у головній ролі, що вийшла 26 квітня 1978 року.

## Сюжет
Професор Моро хоче оголосити текст документів про незаконні оборудки з продажу зброї, які укладає уряд Франції. За ним встановлюється стеження. У сферу спостереження з боку органів держбезпеки потрапляє також подруга професора Моро.

## У ролях
| Жан Янн         | ···· | Жан-Філіпп Лерой |
| Моніка Вітті    | ···· | Анджелла Равеллі |
| Мішель Буке     | ···· | Франсіс Жобер    |
| Франсуа Пер'є   | ···· | професор Марро   |
| Жан-Клод Буллон | ···· | Бернар Мулен     |
| Юбер Жіню       | ···· | міністр оборони  |
| Габріель Жаббур | ···· | Меслам           |
| Жан Ружері      | ···· | прем'єр-міністр  |
| Мішель Літюак   | ···· | Франсуа          |

## Знімальна група
| режисер    | ···· | Андре Каятт                               |
| сценарій   | ···· | Андре Каятт, Жан Кюртелен, Жан-Марі Гійом |
| продюсер   | ···· | Серджо Гоббі                              |
| оператор   | ···· | Армандо Наннуцці                          |
| композитор | ···· | Владимир Косма                            |
| художник   | ···· | Робер Клавель                             |
| монтаж     | ···· | Поль Каятт                                |